# (6044) Hammer-Purgstall
(6044) Hammer-Purgstall est un astéroïde de la ceinture principale.

## Description
(6044) Hammer-Purgstall est un astéroïde de la ceinture principale. Il fut découvert le 13 septembre 1991 à Tautenburg par Lutz Dieter Schmadel et Freimut Börngen. Il fut nommé en honneur de Joseph von Hammer-Purgstall. Il présente une orbite caractérisée par un demi-grand axe de 2,77 UA, une excentricité de 0,16 et une inclinaison de 8,9° par rapport à l'écliptique.

## Compléments